# Masistylum arcuatum
Masistylum arcuatum är en tvåvingeart som först beskrevs av Josef Mik 1863.  Masistylum arcuatum ingår i släktet Masistylum och familjen parasitflugor. Inga underarter finns listade i Catalogue of Life.